# Gisela Dulko
Gisela Dulko (født 30. januar 1985 i Tigre, Provincia de Buenos Aires, Argentina) er en professionel tennisspiller fra Argentina.